# 韓政秀
韓政秀（1972年11月11日—），韓國男演員。

## 演出作品

### 電視劇
- 粗體爲第二男主角
- 2007年：KBS《魔王》飾演 尹岱植
- 2007年：KBS《漢城別曲-正》飾演 徐朱畢
- 2007年：SBS《王與我》飾演 禁衛內侍 陶金標
- 2008年：SBS《風之畫師》飾演 徐錚
- 2009年：KBS Drama《她的Style》
- 2010年：KBS《推奴》飾演 崔將軍
- 2010年：SBS《檢察官公主》飾演 尹世俊
- 2010年：KBS《近肖古王》飾演 福九劍
- 2011年：KBS《波塞冬》飾演 吳敏赫
- 2012年：MBC《阿娘使道傳》飾演 巫靈
- 2013年：tvN《驚豔的她》飾演 崔高野
- 2014年：KBS《鋼鐵人》飾演 高子京
- 2015年：MBC《夜行書生》飾演 白仁虎
- 2016年：KBS drama《馬屁精 呀》飾演 龍恩
- 2016年：SBS《大撲》飾演 黃鎮基
- 2017年：MBC《小偷傢伙，小偷大人》飾演 金室長
- 2019年：SBS《Secret Boutique》飾演 黃管家

### 電影
- 2003年：《Tube》
- 2004年：《無顏美女》
- 2006年：《向日葵》

## 腳註
1. ↑  .   [2014-06-02]. （原始内容存档于2020-04-04）.

## 外部連結
- 韓政秀的X（前Twitter）